# Upland (Pensilvania)
Upland es un borough ubicado en el condado de Delaware, Pensilvania, Estados Unidos. Según el censo de 2020, tiene una población de 3,068 habitantes.

## Geografía
Upland se encuentra ubicado en las coordenadas 39°51′24″N 75°22′46″O / 39.85667, -75.37944

## Demografía
Según la Oficina del Censo en 2000 los ingresos medios por hogar en la localidad eran de $28,869 y los ingresos medios por familia eran $35,640. Los hombres tenían unos ingresos medios de $31,188 frente a los $26,723 para las mujeres. La renta per cápita para la localidad era de $15,391. Alrededor del 25.1% de la población estaba por debajo del umbral de pobreza.